# Белал Мухаммад
Белал Мухаммад (араб. بلال محمد‎ ‎ рід. 9 липня 1988, Чикаго, Іллінойс, США)  —  американський боєць змішаних єдиноборств палестинського походження, представник напівсередньої вагової категорії. Виступає на професійному рівні, починаючи з 2012 року. Відомий за участю у турнірах великих бійцівських організацій UFC, Bellator MMA. Колишній чемпіон Titan Fighting Championship (Titan FC) у напівсередній вазі. Чинний чемпіон UFC у напівсередній вазі . Посідає 6 рядок офіційного рейтингу UFC серед найкращих бійців незалежно від вагової категорії (англ. pound-for-pound) .

## Біографія
Белал Мухаммад народився 9 липня 1988 , виріс у Чикаго, штат Іллінойс, у родині палестинців . Він навчався в середній школі й закінчив університет Іллінойсу в Урбана-Шампейн . Представляє Сполучені Штати Америки .
З 2016 року виступає в UFC. Станом на квітень 2022 року в рейтингу напівсереднього дивізіону UFC посідав 6- те місце .
- Titan Fighting Championship
  - </img> Чемпіон (Titan FC) у напівсередній вазі [8].
- Ultimate Fighting Championship
  - Чемпіон (UFC) у напівсередній вазі

## Статистика боїв у професійному ММА
| Професійна кар'єра бійця |            |           |
| Боїв 28                  | Перемог 24 | Поразок 3 |
| Нокаут                   | 5          | 1         |
| Здача                    | 1          | 0         |
| Рішення суддів           | 18         | 2         |
| Не відбулись             | 1          | 1         |